# Droits LGBT au Vanuatu

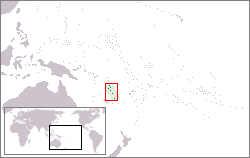

Les personnes lesbiennes, gays, bisexuelles et transgenres (LGBT) au Vanuatu peuvent faire face à des difficultés légales que ne connaissent pas les autres résidents. Les foyers de couples homosexuels n'ont pas droit à la protection légale dont bénéficient les couples hétérosexuels.

## Situation légale
Il n'y a pas de lois criminalisant l'homosexualité au Vanuatu. Depuis 2007, la majorité sexuelle sous le Criminal Cosolidation Act 2006 est de seize ans quels que soient le sexe ou l'orientation sexuelle.

### Reconnaissance des couples de même sexe
Le Vanuatu ne reconnaît pas le mariage homosexuel, l'union civile, ou le partenariat enregistré.
En novembre 2024, le parlement ajoute un amendement à sa loi sur le mariage indiquant que le mariage est entre une union entre un homme et une femme, interdisant de facto les mariages entre personne du même genre.

### Protection contre les discriminations
Il n'y a pas de protection légale contre les discriminations fondées sur l'orientation sexuelle ou l'identité de genre.

### Interdiction de la promotion des droits LGBTQIA+
Le gouvernement met en place en novembre 2024 un comité devant préparer une loi visant à interdire la promotion des droits LGBTQIA+.

## Tableau récapitulatif
| Dépénalisation de l’homosexualité                                                   | Depuis 2007 |
| Majorité sexuelle identique à celle des hétérosexuels                               | Depuis 2007 |
| Interdiction des discours de haine contre les LGBT                                  | Non         |
| Interdiction de la discrimination liée à l'orientation sexuelle à l'embauche        | Oui         |
| Interdiction de la discrimination liée à l'identité de genre dans tous les domaines | Non         |
| Mariage civil ou partenariat civil                                                  | Non         |
| Adoption conjointe dans les couples de personnes de même sexe                       | Non         |
| Adoption par les personnes homosexuelles célibataires                               | Non         |
| Droit pour les gays de servir dans l’armée                                          | Non         |
| Droit de changer légalement de genre (après stérilisation)                          | Non         |
| Gestation pour autrui pour les gays                                                 | Non         |
| Accès aux FIV pour les lesbiennes                                                   | Non         |
| Autorisation du don de sang pour les HSH                                            | Non         |